# Noapteș, Argeș
Noapteș este o localitate componentă a municipiului Curtea de Argeș din județul Argeș, Muntenia, România.